# Partido da Revolução (Tanzânia)
O Partido da Revolução (PdR; em suaíli: Chama Cha Mapinduzi - CCM; em inglês: Party of the Revolution) é um partido político da Tanzânia.
O partido foi fundado em 1977, fruto da fusão da União Nacional Africana de Tanganica com o Partido Afro-Shirazi.
Inicialmente, o partido era o partido de um regime de inspiração socialista, pan-africano e alinhado com a URSS, mas, com a queda da URSS em 1991, o partido liberalizou o regime, tornando a Tanzânia num regime democrático e multipartidário.
Actualmente, o partido segue uma linha social-democrata, apesar, de, no aspecto económico, seguir uma linha bastante liberal, tendo avançado com o modelo de privatização e liberalização do mercado.

## Resultados eleitorais

### Eleições presidenciais
| Data | Candidato         | Votos     | %          |
| ---- | ----------------- | --------- | ---------- |
| 1980 | Julius Nyerere    | 5 570 883 | 95,5 (1.º) |
| 1985 | Julius Nyerere    | 4 778 114 | 95,7 (1.º) |
| 1990 | Ali Hassan Mwinyi | 5 198 120 | 97,8 (1.º) |
| 1995 | Benjamin Mkapa    | 4 026 422 | 61,8 (1.º) |
| 2000 | Benjamin Mkapa    | 5 863 201 | 71,7 (1.º) |
| 2005 | Jakaya Kikwete    | 9 123 952 | 80,3 (1.º) |
| 2010 | Jakaya Kikwete    | 5 276 827 | 62,8 (1.º) |
| 2015 | John Magufuli     | 8 882 935 | 58,5 (1.º) |

### Eleições legislativas
| Data | Votos     | %          | +/-  | Deputados | +/- | Status  |
| ---- | --------- | ---------- | ---- | --------- | --- | ------- |
| 1980 | 5 417 099 | 96,8 (1.º) |      | 264 / 264 |     | Governo |
| 1985 | 4 768 997 | 95,7 (1.º) | 1,1  | 274 / 274 | 10  | Governo |
| 1990 | 5 007 027 | 92,3 (1.º) | 3,4  | 284 / 284 | 10  | Governo |
| 1995 | 3 814 206 | 59,2 (1.º) | 33,1 | 214 / 269 | 70  | Governo |
| 2000 | 4 628 127 | 65,2 (1.º) | 6,0  | 243 / 268 | 29  | Governo |
| 2005 | 7 579 897 | 70,0 (1.º) | 4,8  | 264 / 324 | 21  | Governo |
| 2010 | 4 641 830 | 60,2 (1.º) | 9,8  | 259 / 350 | 5   | Governo |
| 2015 | 8 021 427 | 55,0 (1.º) | 5,2  | 252 / 367 | 7   | Governo |